# Bến-Thành-Markt
Der Bến-Thành-Markt ist ein Markt im 1. Bezirk der Stadt Ho-Chi-Minh-Stadt in Vietnam. Der Markt wurde im Jahr 1912 errichtet und die Uhr am südlichen Eingang des Marktes gilt als inoffizielles Symbol der Stadt.
Der Markt hat eine Fläche von 13.056 m² und befindet sich zwischen den Straßen Phan Bội Châu, Phan Chu Trinh, Lê Thánh Tôn und dem Quách Thị Trang Platz. Die Handelsbereiche umfassen Kleidung, Stoffe, Schuhe, Mode, Kunsthandwerk, frische Lebensmittel, Obst, Blumen usw.
In den Anfangsjahren vor der französischen Invasion von Gia Định existierte der Bến-Thành-Markt bereits. Ursprünglich befand sich der Markt in der Nähe des Flusses Bến Nghé, neben einem Flussufer nahe der Stadtmauer Gia Định (damals bekannt als Stadtmauer Quy oder auch Stadtmauer Bát Quái). Der Markt (oder die Anlegestelle damals) diente für Passagiere und Soldaten, die (durch die Tore) in die Stadt eintreten wollten, weshalb er Bến (Anlegestelle) Thành (Stadtmauer) genannt wurde – dieser Name wird bis heute offiziell verwendet.

## Geschichte

### Der alte Markt

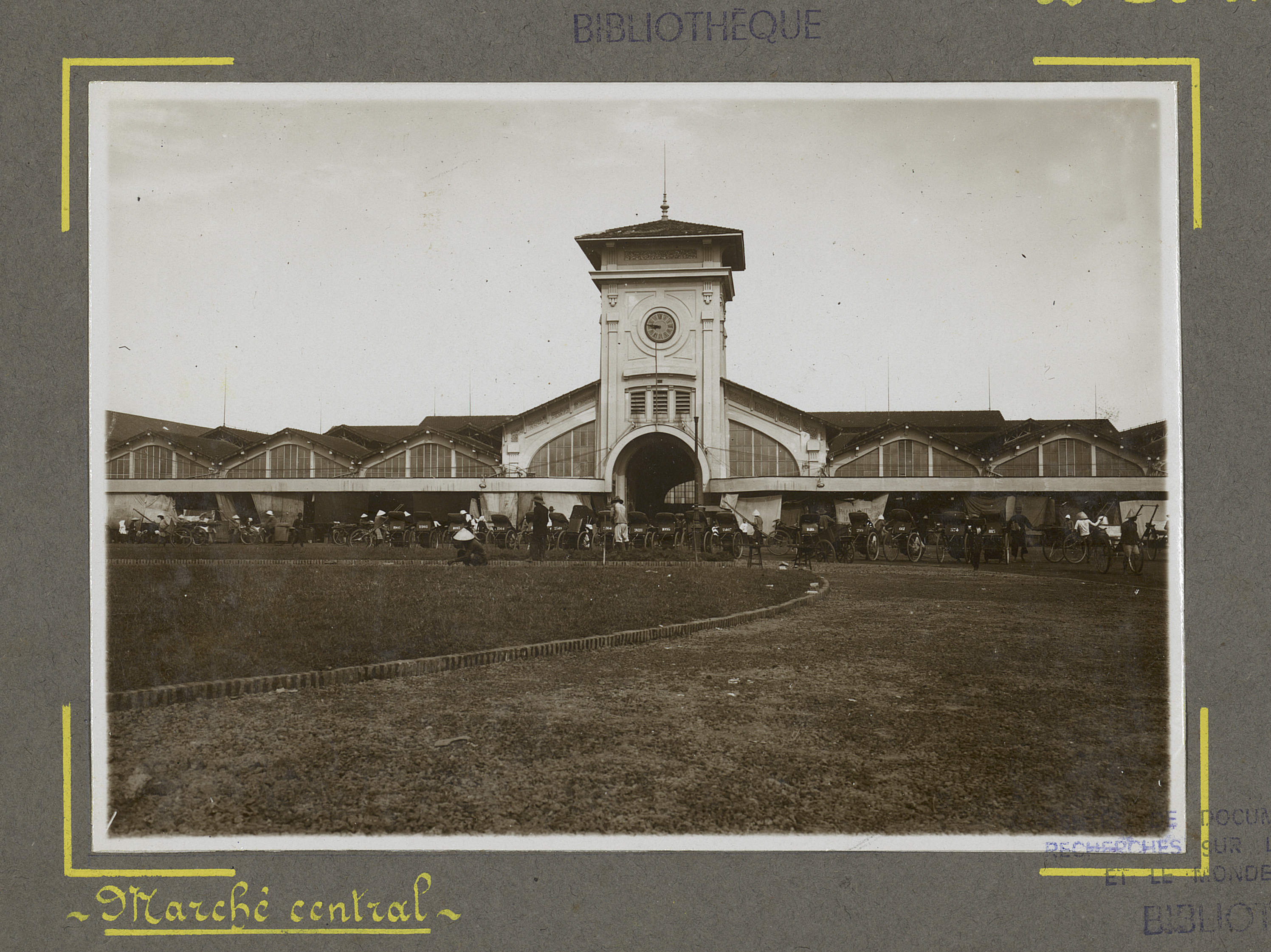
Bến-Thành-Markt während der Kolonialzeit der Franzosen

Der Bến-Thành-Markt wurde zu Beginn aus Ziegeln, Holzrahmen und bedeckt mit Stroh gebaut und wurde als „eine Straße mit versteckten Häusern und einem Markt“ entlang des Flussufers beschrieben. Am Anfang des Ufers gab es eine Zeremonie zum Erntedankfest am Anfang des Frühlings, mit einer Aufführung von Wasserparaden, und es gab ein Boot, das Händler aus Übersee beförderte. Am nördlichen Ende der Straße befand sich das Fischerdorf Sa Ngư, das von einer Holzbrücke überspannt wurde, auf beiden Seiten der Brücke befanden sich Reihen von Ziegeldächern, auf denen hunderte von Waren ausgebreitet wurden, und entlang des Flussufers legten Boote jeder Größe an. Nach dem Aufstand von Lê Văn Khôi (1833–1835) wurde die Stadt Quy besiegt und der Markt von Bến Thành war nicht mehr so belebt wie zuvor.